# Макферрин, Бобби
Ро́берт Кит «Бо́бби» Макфе́ррин-младший (англ. Robert "Bobby" McFerrin, Jr., род. 11 марта 1950, Нью-Йорк) — американский джазовый певец и дирижёр, десятикратный лауреат премии «Грэмми».

## Биография
Макферрин родился на Манхэттене (Нью-Йорк) в семье оперного певца Роберта Макферрина и певицы Сары Купер. С детства он увлекался музыкой: поначалу предметом его увлечения был кларнет, но вскоре Макферрин-младший переключил своё внимание на обучение игре на фортепиано. В качестве вокалиста он дебютировал в 1977 году, а со следующего года начал петь в коллективе Astral Project. Важную роль в жизни музыканта сыграло знакомство с комиком Биллом Косби, который в 1980 году организовал его вокальный дебют на Playboy Jazz Festival. Представление имело внушительный успех, так же как и последовавшее за ним выступление на фестивале Kool Jazz в Нью-Йорке.
Первый альбом музыканта, получивший название Bobby McFerrin, вышел в 1982 году и сразу отметился в топе джазового чарта. Его следующая пластинка (The Voice), выпущенная в 1984 году, стала первым джазовым альбомом, записанным без единого музыкального инструмента — в жанре а капелла. Через год он выпустил свой новый альбом — Spontaneous Inventions, в записи которого приняли участие джазовый музыкант Херби Хэнкок, вокальная группа The Manhattan Transfer и даже актёр Робин Уильямс. Мировую известность Макферрину принесла песня 1988 года «Don’t Worry, Be Happy» («Не беспокойся, будь счастлив!»), получившая премии «Грэмми» в номинациях «песня года» и «запись года»; эта песня так же была использована в мультипликационном фильме студии Pixar Animation Studios ВАЛЛ-И.
Музыкант также записал главную тему для телевизионной комедии Шоу Косби и выступил автором музыки для рекламных роликов компании Cadbury.
На пике своей популярности Макферрин вдруг изменил круг своих интересов и стал брать уроки дирижирования. В 1990 году он выступил дирижёром Симфонического оркестра Сан-Франциско, за которым вскоре последовали оркестры Нью-Йорка, Чикаго, Лос-Анджелеса, Лондона и других городов.
В 1993 году МакФеррин спел тему Генри Манчини «Розовая пантера» для фильма «Сын Розовой Пантеры».
В дополнение к своей вокально-артистической карьере, в 1994 Макферрин был назначен творческим руководителем камерного оркестра Saint Paul Chamber Orchestra. Он совершает регулярные туры в качестве приглашенного дирижёра для симфонических оркестров в США и Канаде, в том числе Симфонический оркестр Сан-Франциско (на его 40-летие), Нью-Йоркский филармонический оркестр, Чикагский симфонический оркестр, Кливлендский оркестр, Филадельфийский оркестр, Лос-Анджелесский филармонический оркестр, Лондонский филармонический оркестр, Венский филармонический оркестр и многие другие. В выступлениях Макферрин на концертах сочетает серьезные произведения классических авторов с собственными уникальными вокальными импровизациями, часто с участием публики и оркестра. Например, концерты часто заканчиваются тем, что МакФеррин дирижирует оркестром, исполняющим увертюру к «Вильгельму Теллю», в которой оркестранты поют свои партии а капелла, вместо того чтобы играть их на своих инструментах.
Итогом «классической» деятельности Бобби Макферрина стала запись с музыкантами Saint Paul Chamber Orchestra его первого классического альбома «Paper Music» (1995). В нём прозвучали произведения Моцарта, Баха, Чайковского, Мендельсона, Стравинского.
Альбом «Bang! Zoom» (1996) Бобби Макферрин записывал совместно с ансамблем Yellowjackets. В этом же году была ещё одна запись с Чиком Кориа. Их второй совместный альбом назывался «The Mozart Sessions», на котором представлены оригинальные интерпретации двух фортепьянных концертов Моцарта. На пластинке «Circlesongs» (1997) представлен целый час вокальных импровизаций Бобби.
В 2008 году Макферрин представил в Карнеги-Холле свою вокальную оперу-импровизацию «Боббл», в основе сюжета которой лежит история Вавилонской башни; в последующие годы опера ставилась в других странах, в том числе в России.
В 2009 году Макферрин и музыкант-учёный Дэниел Левитин были соведущими двухчасового документального фильма The Music Instinct на канале PBS, основанного на бестселлере Левитина «This Is Your Brain On Music». В том же году они появились вместе на сцене фестиваля мировой науки, где Макферрин пел и танцевал вместе со зрителями.
В 2011 году в СМИ были упоминания, что Макферрин находится в процессе организации супер-группы, дебют которой намечен в 2012 году.

## Личная жизнь
С 1975 года Макферрин женат на Дебби Грин, имеет троих детей.

## Дискография
- 1982 — Bobby McFerrin
- 1984 — The Voice
- 1985 — Spontaneous Inventions
- 1987 — Elephant’s Child
- 1988 — Simple Pleasures
- 1988 — Don’t Worry, Be Happy
- 1990 — How the Rhino Got His Skin/How the Camel Got His Hump
- 1990 — Medicine Music
- 1990 — Play
- 1991 — Hush (совместно с Йо-Йо Ма)
- 1991 — Many Faces of Bird
- 1994 — Sorrow Is Not Forever
- 1995 — Paper Music
- 1996 — Bang! Zoom
- 1996 — The Mozart Sessions (совместно с Чиком Кориа)
- 1997 — Circlesongs
- 2001 — Mouth Music
- 2003 — Beyond Words
- 2010 — VOCAbuLarieS
- 2013 — Spirityouall